# Phantom -PHANTOM OF INFERNO-
《Phantom -PHANTOM OF INFERNO-》（日语：ファントム -ファントム オブ インフェルノ-）是由Nitro+于2000年2月25日发售的十八禁文字冒险游戏。同时也是该公司推出的首款作品。2002年对应全年龄的DVDPG（DVD Players Game）版发售，2003年发售PS2版。
2004年11月19日，增加全年龄版本追加并修改的剧本、图像和音乐，以及Nitro+用自己独创的游戏引擎替换原来的Shockwave引擎的整合版《Phantom INTEGRATION》发售（18禁）。2009年4月24日其廉价版《Phantom INTEGRATION Nitro The Best! Vol.1》发售。
2010年夏宣布移植Xbox 360，配音将采用电视动画版的原班阵容。该作是Nitro+首次参与家用机平台。

## 故事简介
震撼全美的黑帮干部连续被杀事件，实施者被认为是神秘杀手“Phantom”，现场没有留下任何犯罪证据，解决案件的前景陷入死寂。就在这种情况下，独自来美旅行的日本少年，因偶然目击到了某个事件而遭绑架。醒来后，站在面前一名自称Ein的少女，告诉少年他将成为一名杀手……

## 人物介绍
“声”分别为：DVDPG版和PS2版 / OVA / 电视动画和Xbox360的配音。
Zwei/吾妻玲二（ツヴァイ/あずまれいじ）
聲：岡野浩介 / 櫻井孝宏 / 入野自由
本作的男主人公，日本人，原名吾妻玲二。故事一開始因為初中畢業到美國旅行，因撞見Ein的暗殺過程而被列入排除名單。在生命遭遇危機時所爆發出的潛能被塞斯·瑪斯塔看中，便被帶回組織並消除記憶從而訓練成殺手。Zwei是德语，意为“二”，被Ein喻為另一個自己。
使用枪械：贝瑞塔M92FS、SIG SAUER P226、H&K USP、BLASER R93 TACTICAL等。
动画版结局：在成功帮助Ein找到故乡时，被经过的神秘马车使用消音手枪射杀（剧情暗示杀手是Inferno组织派来的）。
Ein/江漣（アイン/エレン）
声：南央美 / 同左 / 高垣彩陽
犯罪組織Inferno（意为“地狱”）所屬的暗殺者，擁有過人的實力，Inferno贈與「Phantom」的稱號來承認其實力。冷靜沉穩的美少女。沒有過去的記憶，自認是個沒有容身之處的亡靈，刻意不去思考為什麼要不斷殺人以獲得自由，認為這樣會活的比較輕鬆，在訓練玲二的過程中也對他灌輸此想法，但後來卻逐渐被玲二感化。Ein是德语，意为“一”，名字的意義是塞斯·瑪斯塔作品的編號。
動畫版結局：在玲二的幫助下，找尋在蒙古的故鄉，但在玲二被射殺後，吃下有毒的花瓣而死。
使用枪械：柯尔特蟒蛇、H&K SOCOM、AutoMag等
Drei/卡兒·迪本斯（ドライ/キャル・ディヴェンス）
声：興梠里美/ 没有登場 / 澤城美雪
和黑人妓女茱迪·迪本斯同住，在茱迪被殺後，為了找出凶手而主動要求成為的拍擋。在組織抹殺Zwei的行動中，卡爾因為剛好外出而逃過一劫，而玲二誤以為卡爾已在爆炸中身亡，便與Ein逃亡國外。卡爾誤會玲二拋棄自己，之後被塞斯·瑪斯塔收留、加入Inferno組織。2年後登場時已經過訓練繼承了Phantom之名，打算對玲二復仇，與玲二對決快槍而被射殺。Drei的意思為德文數字3，第三代「Phantom」。
漫画版结局：數字姊妹其中一人對玲二開槍，卡兒替他擋子彈擊中懷錶，後來被麗茲在上車逃離。
使用枪械：S&W M5906（双枪）、Steyr AUG
藤枝美緒（ふじえだみお）
声：麻見順子/ 没有登場 / 小清水亜美
梧桐大輔同父異母的的妹妹，為了讓她遠離黑道紛爭而從小過繼，現作為普通的少女生活著，並不知道與梧桐組的關係，稱梧桐大輔為「叔叔」。與逃回日本的Zwei同班，在美緒好友的支持下和Zwei交往。
动画版结局：Zwei因為珍惜平靜的生活，單純與美緒交心。美緒又羞於承認兩人的關係，以致於毫無進展。
克勞迪婭·瑪秋奈（ Claudia McCunnen）
声：井上喜久子 / 同左 / 久川綾
Inferno的女性幹部。4年前，自己的組織被維斯梅爾毀掉了，親人羅梅洛也被殺害。此後，為了得到力量而加入Inferno，年紀輕輕便已躋身到組織上層，擔當了調整者之一。十分同情被組織囚禁的Zwei，經常給予他幫助。謎團重重的行動讓Zwei深感困惑。有時候也會露出不擇手段的野心家的一面。後用計殺掉了宿敵維斯梅爾，成為了Inferno炙手可熱的二把手。愛車是法拉利F40。
使用枪械：AMT Back Up
賽斯·瑪斯塔（ Scythe Master）
声：成田剑 / 中田和宏 / 千葉一伸
原東德出身，克勞迪婭的部下。是把Ein培養成完美的Phantom的英才育成研究專家；也是發現Zwei的素質，並把他拉進組織的元凶。擁有政客般的頭腦，善於出謀劃策，是名槍的狂熱收集者。曾企圖在Inferno內爬上幹部的高位，但遭到克勞迪婭設局陷害而從組織叛逃，此事件也是Zwei和Ein悲劇命運的導火索。
使用枪械：鲁格P08
麗茲·加蘭特（ Lizzie Garland）
声：折笠愛 / 同左 / 渡辺明乃
Inferno的殺手，既是克勞迪婭的部下也是舊友，亦擔任其貼身保鏢。她的好勝絲毫不遜於男子，性格忠誠耿直，所以對Inferno内的權謀之爭完全不感興趣。
使用枪械：AMT Hardballer Longslide
雷蒙德·麥克維爾（ Raymond McGuire）
声： / 速水奨 / 千葉進歩
Inferno的最高幹部。哥伦比亚的大毒枭。表面看似氣質高貴，但包藏在內的其實是傲慢和冷酷。任何違抗他的人都會被給予「死亡」的命運。
艾薩克·維斯梅爾（ Issac Wisemel）
声：二又一成 / 辻親八 / 石川英郎
Inferno的幹部。洛杉磯最大的暴力團體——“布蘭迪兹”的首領。Inferno初期成員之一，性情殘暴。與麥克維爾關係匪淺並稱呼他為「雷」。
梧桐大輔（ごとうだいすけ）
声：大塚明夫 / 没有登場 / 志村知幸
日本黑社會組織梧桐组的少主。打算利用Inferno打開海外市場而與克勞迪婭結為同盟。因為過於信賴克勞迪婭而常令屬下志賀相當不滿。之後因為捲入克勞迪婭與賽斯的暗鬥，而客死異鄉。
使用枪械：貝瑞塔93R
志賀透（しがとおる）
声： / 没有登場 / 保志総一朗
梧桐大輔的參謀。冷静沉著，擅長謀的青年。雖然外表看來讓人感覺冷酷，但也有表現得十分熱血的時候。任何時候都能為梧桐捨棄自己的生命，不過對梧桐對克勞迪婭的過度信賴而内心感到不滿。
使用枪械：H&K P7M13
梧桐海典（ごどうかいてん）
聲： / 没有登場 / 藤本讓
日本黑帮組織梧桐组組長。梧桐大輔及藤枝美緒的生父。
瓦雷斯（ウォレス）
聲： / 没有登場 / 三宅健太
美国海军海豹突击队的上尉。因与Inferno倒卖军火而被FBI盯上，后赛斯提议让Zwei将其灭口。是Zwei所杀第一个人，之后Zwei将此名作为假名使用。
東尼·斯通（トニー・ストーン）
聲：没有登場 / 没有登場 / 楠大典
动画版中的原创角色。以洛杉磯的Melanie Square為地盤的黑帮首領。為人講義氣且重視家庭，從前就因為死心眼的性格而有「石頭托尼」的綽號。
窪田早苗（くぼたさなえ）
声：本井英美 / 没有登場 / 
藤枝美緒的朋友。篠倉学園的学生。想讓吾妻玲二和藤枝美緒交往的人。
稻田比呂乃（いなだひろの）
聲： / 没有登場 / 豐口惠
美绪的好友。篠倉学園的学生。和美绪一样老实的性格，气氛制造机。暗中牵制着过分多管闲事的早苗。
在同是Nitro+作品的《尘骸魔京》中，也有与其同名的人物，而且人物外貌也极其相似。
茂木篤志（もてぎあつし）
聲：没有登場 / 没有登場 / 三戶耕三
动画版中的原创角色。玲二的朋友。因不敢与女孩子面对面，而被玲二和江莲戏弄。对江莲有好感。
旁白
声：荻原秀樹 / 无 / 无

## OVA
由KSS公司發行的OVA，全3集。故事描述原作最初事件到主人公继承“Phantom”之名的过程。
| 話數  | 日文標題 | 中文標題 | 發售日期       |
| ----- | -------- | -------- | -------------- |
| 第1話 | 暗殺者   | 暗殺者   | 2004年2月27日  |
| 第2話 | 想い     | 思想     | 2004年6月25日  |
| 第3話 | 炎       | 火焰     | 2004年11月26日 |

### 主題曲
片头曲“月光”
作詞：Hassy　作曲、編曲：村上正芳　歌：Hassy
片尾曲“I myself am hell”
作詞：江幡育子　作曲、編曲：大山曜　歌：伊藤香奈子

## 电视动画
Nitro+和角川書店將故事改編成動畫系列，由Bee Train負責製作，導演為真下耕一，名為《Phantom ～Requiem for the Phantom～》。工作人員包括作家黑田洋介和菊地洋子。動畫系列的音樂由伊藤真澄製作，主題歌曲則由KOKIA和ALI PROJECT演唱。
动画自2009年4月2日在東京電視台聯播網開始播放，同年9月24日播放結束。隨後播出的節目包括AT-X、愛知電視台與大阪電視台。動畫系列目前已通過Funimation Entertainment於網路上放映。完整動畫系列發布於2011年1月18日以英文發行DVD。
該系列作於2010年2月8日在Funimation Channel播放，也是北美電視台首次播放。

### 製作團隊
- 監督 - 真下耕一
- 原作 - Nitro+
- 人物原案 - 矢野口君
- 系列構成 - 黒田洋介
- 人物設計 - 山下喜光、佐佐木睦美、菊地洋子、門智昭、つばたよしあき、芝美奈子
- 機械設計 - 寺岡賢司
- 色彩設計 - 小島真喜子
- 美術監督 - 海野吉見
- 撮影監督 - 武原健二
- 音響監督 - 鶴岡陽太
- 音樂 - 七瀬光、加藤達也[6]
- 音樂製作人 - 伊藤善之
- 音樂製作 - Lantis
- 製作人 - 吉沼忍、大澤信博
- 動畫製作人 - 村岡秀昭、丸亮二
- 企劃 - GENCO
- 動畫製作 - BEE TRAIN
- 製作 - Project Phantom

### 主題曲
片頭曲
「KARMA」（第1話 - 第19話）
作詞、作曲、歌 - KOKIA / 編曲 - 七瀬光
「戦慄の子供たち」（第20話 - 第26話）
作詞 - 寶野亞莉華 / 作曲、編曲 - 片倉三起也 / 歌 - ALI PROJECT

片尾曲
「地獄の門」（第1話 - 第19話）
作詞 - 寶野亞莉華 / 作曲、編曲 - 片倉三起也 / 歌 - ALI PROJECT
「Transparent」（第20話 - 第26話）
作詞、作曲、歌 - KOKIA / 編曲 - 七瀬光

### 各話標題
| 話數 | 日文標題 | 中文標題 | 脚本              | 分鏡     | 演出       | 作畫監督                    |
| ---- | -------- | -------- | ----------------- | -------- | ---------- | --------------------------- |
| #1   | 覚醒     | 覺醒     | 黑田洋介          | 真下耕一 | 澤井幸次   | 山下喜光 才木康寛（機械）   |
| #2   | 訓練     | 訓練     | 兵頭一歩          | 守岡博   | 守岡博     | 天崎まなむ 才木康寛（機械） |
| #3   | 実践     | 實踐     | 安川正吾          | 澤井幸次 | 黑川智之   | 門智昭                      |
| #4   | 暗殺     | 暗殺     | 野中幸人 黑田洋介 | 川面真也 | 川面真也   | 津幡佳明                    |
| #5   | 剎那     | 剎那     | 白根秀樹          | 澤井幸次 | 吉本毅     | 佐佐木睦美                  |
| #6   | 大火     | 大火     | 虛淵玄            | 黑川智之 | 黑川智之   | 遠藤大輔                    |
| #7   | 過去     | 過去     | 兵頭一步          | 澤井幸次 | 澤井幸次   | 門智昭                      |
| #8   | 急変     | 急變     | 高橋龍也          | 守岡博   | 守岡博     | 天崎まなむ                  |
| #9   | 名前     | 名字     | 高橋龍也          | 川面真也 | 川面真也   | 渡邊亞彩美 李美英           |
| #10  | 終幕     | 終幕     | 安川正吾          | 吉本毅   | 吉本毅     | 山下喜光                    |
| #11  | 襲名     | 襲名     | 野中幸人          | 黑川智之 | 黑川智之   | 岩岡優子                    |
| #12  | 亡霊     | 亡靈     | 兵頭一步          | 守岡博   | 守岡博     | 佐佐木睦美                  |
| #13  | 偽装     | 偽裝     | 木村暢            | 澤井幸次 | 澤井幸次   | 門智昭                      |
| #14  | 監視     | 監視     | 安川正吾          | 杉島邦久 | 吉本毅     | 遠藤大輔                    |
| #15  | 再会     | 再會     | 高橋龍也          | 川面真也 | 川面真也   | 天崎まなむ                  |
| #16  | 告白     | 告白     | 兵頭一步          | 黑川智之 | 黑川智之   | 渡邊亞彩美                  |
| #17  | 真相     | 真相     | 黑田洋介          | 守岡博   | 守岡博     | 山下喜光                    |
| #18  | 対決     | 對決     | 虛淵玄            | 澤井幸次 | 澤井幸次   | 門智昭 李美英               |
| #19  | 約束     | 約定     | 野中幸人          | 吉本毅   | 吉本毅     | 岩岡優子                    |
| #20  | 故郷     | 故郷     | 黑田洋介          | 横井昭   | 川面真也   | 佐佐木睦美                  |
| #21  | 憤怒     | 憤怒     | 安川正吾          | 澤井幸次 | 黑川智之   | 遠藤大輔                    |
| #22  | 激昂     | 激昂     | 高橋龍也          | 守岡博   | 天﨑まなむ | 石田智子                    |
| #23  | 決断     | 決斷     | 兵頭一步          | 澤井幸次 | 澤井幸次   | 渡邊亞彩美                  |
| #24  | 対峙     | 對峙     | 黑田洋介          | 山本秀世 | 吉本毅     | 李美英                      |
| #25  | 決着     | 了結     | 虛淵玄            | 山本秀世 | 川面真也   | 佐佐木睦美                  |
| #26  | 江漣     | 江漣     | 黑田洋介          | 黑川智之 | 黑川智之   | 遠藤大輔 渡邊亞彩美         |

### 播放電視台
| 播放地區   | 播放電視台 | 播放期間        | 播放時間                   |
| ---------- | ---------- | --------------- | -------------------------- |
| 關東廣域圈 | 東京電視台 | 2009年4月2日 -  | 星期四 26時15分 - 26時45分 |
| 大阪府     | 大阪電視台 | 2009年4月3日 -  | 星期五 27時05分 - 27時35分 |
| 愛知縣     | 愛知電視台 | 2009年4月8日 -  | 星期三 26時58分 - 27時28分 |
| 全國放送   | AT-X       | 2009年4月10日 - | 星期五 10時30分 - 11時00分 |

### 網路電台
- ファントムらじお 〜明るい未来計画〜

## 小說
虛淵玄、著，山田秀樹插畫，角川Sneaker文庫發行。
- Phantom〜Ein〜（ファントム 〜アイン〜） 2002年5月31日發售，ISBN 4-04-427801-6
- Phantom〜Zwei〜（ファントム 〜ツヴァイ〜） 2002年11月30日發售，ISBN 4-04-427802-4

## 漫畫
自2009年2月起在「月刊Comic-Alive(月刊コミックアライブ)」(Media Factory)上連載，作畫為柊柾葵，中文版由臺灣尖端出版社代理發行，台版單行本譯為《Phantom～幻靈鎮魂曲～》。